# Dęblin
Dęblin (udtale: [ˈdɛmblʲin]) er en by og en kommune (Gmina) i det sydøstlige Polen i det tidligere Lillepolen. Den ligger i voivodskabet Lublin (Województwo lubelskie) og har 14.791(2021) indbyggere og et areal på		38,33 km². Den er administrationsby i powiatet (amt) Ryki.
Siden 1927 har det været hjemsted for det Polske Luftfartsakademi (polsk: Lotnicza Akademia Wojskowa), og som sådan er Dęblin et af de vigtigste steder forbundet med luftfart i Polen. Byen er også et centralt jernbaneknudepunkt, beliggende langs hovedlinjen Warszawa – Kyiv med to yderligere forbindelser, der stammer fra Dęblin – en vestpå til Radom, og en anden nordøst til Łuków.

## Historie
Dęblin blev første gang nævnt som en landsby i historiske dokumenter fra 1397. På det tidspunkt blev den styret af Kastellanere fra Sieciechów. Det var en privat landsby for polsk adel, inklusive Mniszech-familien, administrativt beliggende i Stężyca-amtet i Sandomierz-voivodskabet i provinsen Lillepolen af Kongeriget Polens krone.
Det blev annekteret af Østrig i Polens tredje deling i 1795. Efter den østrig-polske krig i 1809 blev det genvundet af polakker og inkluderet i den kortvarige Hertugdømmet Warszawa. Efter hertugdømmets opløsning i 1815 blev det en del af russisk-kontrollerede Kongrespolen. Bosættelsen var stadig ejet af polsk adel indtil 1836, hvor den blev overtaget af den russiske regering efter den mislykkede polske novemberopstand. I 1840 blev landsbyen overdraget til den russiske feltmarskal Ivan Paskievich, som spillede en fremtrædende rolle i undertrykkelsen af novemberoprøret. Fra da af indtil afslutningen af det russiske styre i denne del af Polen (1915) blev Dęblin ofte omtalt med sit nye russiske navn Ivangorod.

## Galleri
- Mniszech palads
- Park
- Dęblin Fort
- Luftvåbnets museum